# Saxe-Anhalt (cheval)
Le Saxe-Anhalt (allemand : Sachsen-anhaltiner Warmblut) est une race de chevaux de sport issue de demi-sangs, originaire du land de Saxe-Anhalt, en Allemagne. Comme de nombreuses autres races de chevaux de sport allemands, son élevage s'est orienté vers la production d'un animal apte à concourir dans les trois sports équestres olympiques. 
Cette race n'existe officiellement plus depuis 2003, et a été fusionnée dans le stud-book du cheval de sport allemand.

## Histoire
Les origines remontent aux années 1920, par croisements entre le cheptel local et le Pur-sang, avec l'influence du Trakehner, de l'Oldenbourg et du Hanovrien. Le stud-book est établi en 1944, à l'origine avec ders chevaux de traction, dont le nombre décline ensuite rapidement au profit du cheval de selle. 
En 2003, le Saxe-Anhalt est fusionné dans le registre du cheval de sport allemand.

## Description

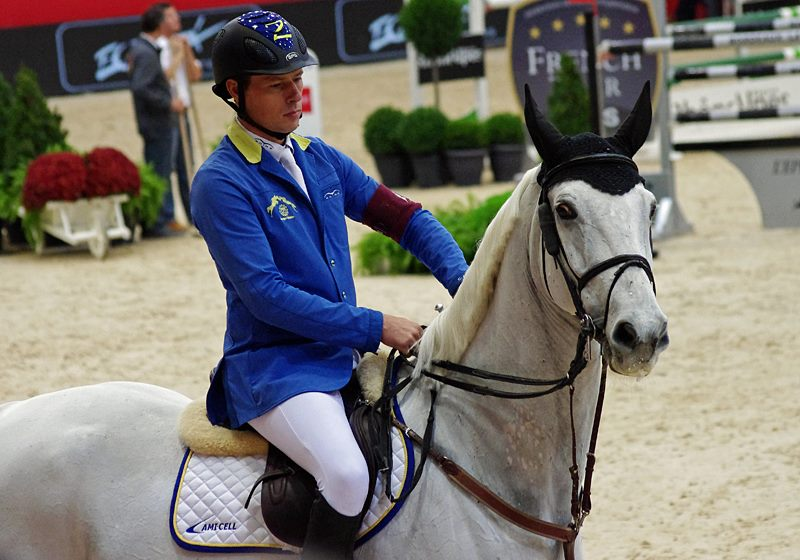
Le Saxe-Anhalt Aragon monté par Christian Ahlmann aux Equita'Masters, pendant le CSI-5* d'Equita'Lyon, en novembre 2012.

Le Saxe-Anhalt est semblable aux autres chevaux de sports allemands. D'après la base de données DAD-IS, la taille moyenne des femelles est d'1,65 m. Le guide Delachaux lui attribue une fourchette de tailles allant de 1,57 m à 1,70 m.
Sa tête présente un profil rectiligne ou subconcave. L'encolure est musclée et fine. Son poitrail est large. Toutes les couleurs de robe sont autorisées. Le tempérament est considéré comme courageux et équilibré.
Les sujets appartenant à la race sont marqués au fer, avec une roue surmontée d'une couronne. Les chevaux enregistrés par la Pferdezuchtverband Sachsen Anhalt e.V. sont identifiés par les initiales SA auprès de la World Breeding Federation for Sport Horses.

## Utilisations

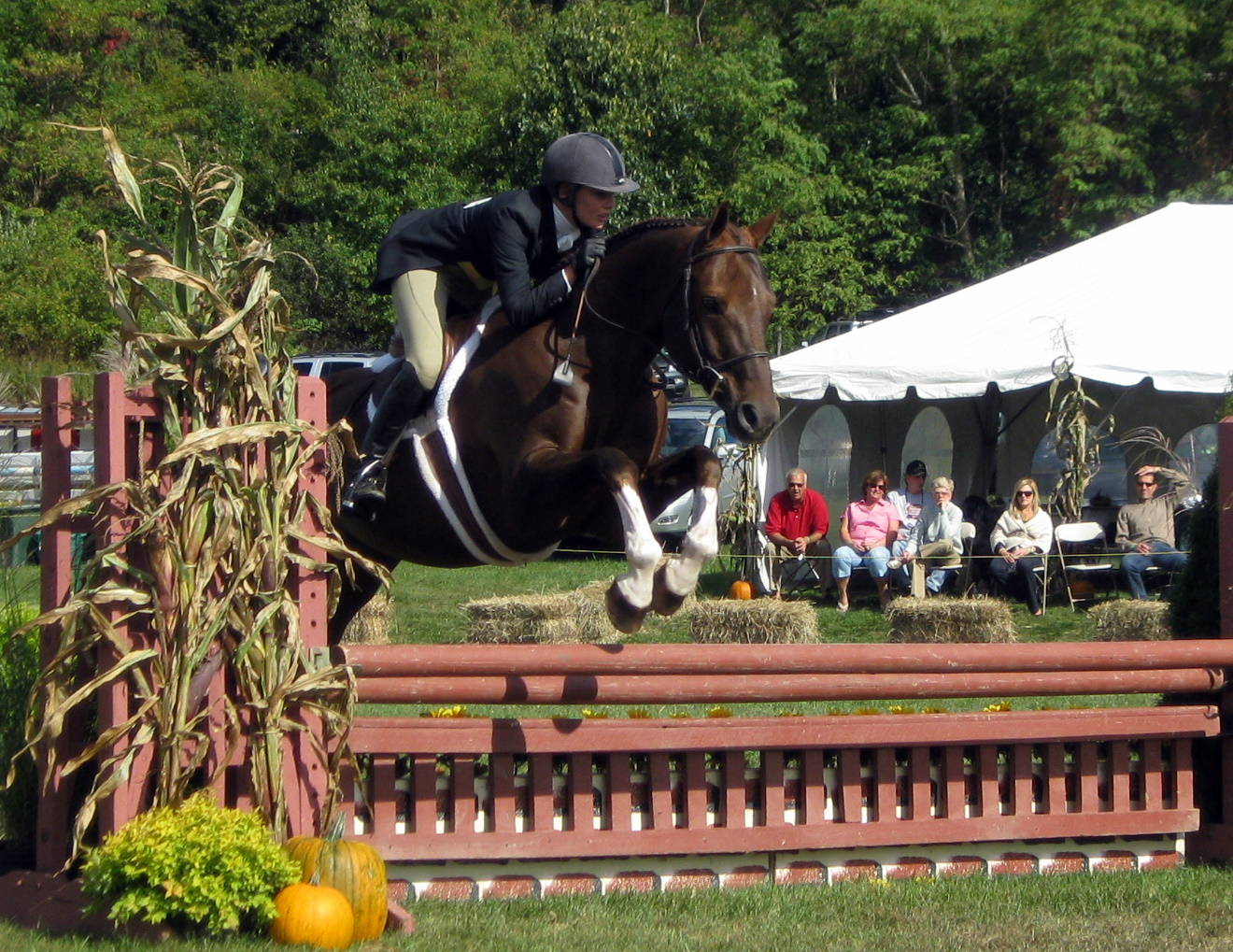
Saxe-Anhalt pendant une compétition d'équitation hunter.

Il est destiné aux sports équestres, notamment le dressage, le saut d'obstacles, le concours complet, et l'attelage.

## Diffusion de l'élevage
Il est classé comme race locale native d'Allemagne, et propre au lande de Saxe-Anhalt, situé dans le Nord et l'Est de ce pays. En 2006, d'après la base de données DAD-IS, l'effectif est de 1 680 chevaux. Ces chevaux régionaux sont désormais gérés avec les autres chevaux de sport allemands.